# Pimenteiras do Oeste
Pimenteiras do Oeste là một đô thị thuộc bang Rondônia, Brasil. Đô thị này có diện tích 6015 km², dân số năm 2007 là 2358 người, mật độ 0,39 người/km².